# Clădirea fostei mori cu aburi (Mereșeni)
Clădirea fostei mori cu aburi este o clădire amplasată în Mereșeni, raionul Hîncești, Republica Moldova. Este un monument arhitectural de importanță națională inclus în Registrul monumentelor Republicii Moldova ocrotite de stat cu nr. 618 (raionul Hîncești). Datează de la sf. sec. XIX.